# Leptoclinides albamaculatus
Leptoclinides albamaculatus är en sjöpungsart som beskrevs av Kott 200. Leptoclinides albamaculatus ingår i släktet Leptoclinides och familjen Didemnidae. Inga underarter finns listade i Catalogue of Life.